# Sokół Radom
Sokół Radom – polski klub sportowy, wielosekcyjny: łucznictwo, gimnastyka. Dawniej sekcja łucznicza Radomskiego Towarzystwa Sportowego (dzisiejszego Radomiaka).
Towarzystwo Gimnastyczne "Sokół" Radom powstało w 1910 roku. Towarzystwo urządziło obiekt sportowy u zbiegu dzisiejszych ulic Moniuszki i Sienkiewicza. Na obiekt złożyły się boisko, szatnie, kort tenisowy i bieżnia lekkoatletyczna używana zimą jako lodowisko.
W czasie I wojny światowej obiekt zdewastowano a działalność TG "Sokół" została zawieszona. Reaktywacja organizacji nastąpiła w 1918 roku. Towarzystwo zmieniło wówczas nazwę na Radomskie Towarzystwo Sportowe. Organizacja zyskała bazę sportową urządzoną w zniszczonym podczas wojny Starym Ogrodzie. Na stworzony wówczas kompleks sportowy złożyły się: boisko, tor kolarski, bieżnie lekkoatletyczne.